# درک فورتروز آلن
درک فورتروز آلن (انگلیسی: Derek Allen; ۲۹ مهٔ ۱۹۱۰ – ۱۳ ژوئن ۱۹۷۵) باستان‌شناس اهل بریتانیا بود.